# Drollerie-Polka
Drollerie-Polka, op. 231, är en polka av Johann Strauss den yngre. Den framfördes första gången sommaren 1859 i Pavlovsk i Ryssland.

## Historia
Enligt hornisten Franz Sabay komponerade Strauss polkan "under sommaren i Sankt Petersburg". Om och när den eventuellt framfördes där går inte att fastställa. Det första dokumenterade framförandet skedde den 13 februari 1860 i Wien.

## Om polkan
Speltiden är ca 3 minuter och 13 sekunder plus minus några sekunder beroende på dirigentens musikaliska tolkning.